# Dinebra
Dinebra és un gènere de plantes de la subfamília de les cloridòidies, família de les poàcies, ordre de les poals, subclasse de les commelínides, classe de les liliòpsides, divisió dels magnoliofitins.

## Taxonomia
- Dinebra americana (L.) P. Beauv.
- Dinebra arabica Jacq.
- Dinebra aristidoides Kunth
- Dinebra brevifolia Steud.
- Dinebra bromoides Kunth
- Dinebra chloridea J. Presl
- Dinebra chondrosioides Kunth
- Dinebra cristata J. Presl
- Dinebra curtipendula (Michx.) P. Beauv.
- Dinebra dura (L.) Lag.
- Dinebra guineensis Franch.
- Dinebra hirsuta J. Presl
- Dinebra juncifolia (Desv.) Steud.
- Dinebra lima P. Beauv.
- Dinebra paspaloides (Willd.) P. Beauv.
- Dinebra perrieri (A. Camus) Bosser
- Dinebra polycarpha S.M. Phillips
- Dinebra repens Kunth
- Dinebra retroflexa (Vahl) Panz.
  - Dinebra retroflexa var. brevifolia (Steud.) T. Durand i Schinz
  - Dinebra retroflexa var. condensata S.M. Phillips
  - Dinebra retroflexa var. retroflexa
- Dinebra secunda (Pursh) Roem. i Schult.
- Dinebra tuaensis Vanderyst